# Lý Ninh
Lý Ninh (Giản thể: 李宁; Phồn thể: 李寧; Bính âm: Lǐ Níng) (sinh ngày 8 tháng 9 năm 1963) là một cựu vận động viên thể dục và doanh nhân Trung Quốc. Ông là một trong những vận động viên xuất sắc nhất của thể dục Trung Quốc với 3 huy chương vàng tại Thế vận hội Mùa hè 1984. Lý Ninh cũng là người sáng lập và là chủ tịch của tập đoàn sản xuất dụng cụ thể thao hàng đầu Trung Quốc Li-Ning Company Limited.

## Tiểu sử
Lý Ninh sinh năm 1963 trong một gia đình người Tráng tại Liễu Châu, Quảng Tây, Cộng hòa Nhân dân Trung Hoa. Trong kỳ Thế vận hội Mùa hè 1984 tổ chức tại Los Angeles, California, Hoa Kỳ, Lý đã giành 3 huy chương vàng của môn thể dục tại các nội dung tự do, ngựa tay quay và vòng thăng bằng, bên cạnh đó ông còn có thêm 2 huy chương bạc (nội dung đồng đội, ngựa gỗ) và 1 huy chương đồng (nội dung toàn năng).
Sau khi kết thúc sự nghiệp thi đấu, Lý Ninh đã theo học bằng cử nhân rồi thạc sĩ ngành quản trị kinh doanh tại Đại học Bắc Kinh. Năm 1990 Lý thành lập Li-Ning Company Limited (李宁有限公司 - Công ty hữu hạn Lý Ninh), một công ty chuyên kinh doanh trang phục và dụng cụ thể thao. Hiện nay đây là một trong những công ty kinh doanh đồ thể thao lớn nhất Trung Quốc với 4.297 đại lý độc quyền tính cho đến tháng 3 năm 2007.

## Vinh dự
Năm 2000 tên của Lý Ninh đã được đưa vào Phòng vinh danh môn thể dục quốc tế (International Gymnastics Hall of Fame), ông là vận động viên Trung Quốc đầu tiên có vinh dự này. Tại lễ khai mạc Thế vận hội Mùa hè 2008 ở Bắc Kinh, Trung Quốc (mà Li-Ning Company Limited là một trong những nhà tài trợ chính), Lý Ninh đã được chọn là người đại diện thắp ngọn đuốc của Thế vận hội sau một màn đi trên không rất độc đáo.